# Lucky (sång)
"Lucky" är den andra singeln från den amerikanska sångerskan Britney Spears andra album Oops!… I Did It Again från 2000. Singeln släpptes under det tredje kvartalet 2000.
Sången är skriven av Max Martin, Rami och Alexander Kronlund och är inspelad i Stockholm.

## Listplaceringar
| Lista (2000)                                 | Peak position |
| -------------------------------------------- | ------------- |
| Australienska singellistan                   | 3             |
| Österrikiska singellistan                    | 1             |
| Ultratop 50 Belgian Singles Chart (Flanders) | 9             |
| Belgian Singles Chart (Wallonia)             | 10            |
| Canadian Singles Chart                       | 50            |
| Nederländska singellistan                    | 4             |
| European Hot 100 Singles                     | 1             |
| Finska singellistan                          | 15            |
| Franska singellistan                         | 16            |
| Tyska singellistan                           | 1             |
| Irish Singles Chart                          | 2             |
| Italienska singellistan                      | 8             |
| Nya Zeeland                                  | 4             |
| Norska VG-listan                             | 5             |
| SweSverigetopplistan                         | 1             |
| Swiss Singles Chart                          | 1             |
| U.S. Billboard Hot 100                       | 23            |
| U.S. Billboard Top 40 Mainstream             | 9             |
| UK Singles Chart                             | 5             |